# Agnes Henderson Brown

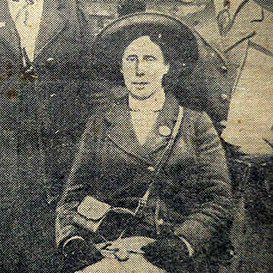
Agnes Brown, 1912

Agnes Henderson Brown, auch bekannt als Nannie Brown (* 12. April 1866 in Edinburgh; † 1. Dezember 1943 ebenda) war eine schottisch-britische Suffragette und Schriftstellerin. Sie war eine der „Braunen Frauen“, die zur Unterstützung der Walhlrechtskampagne 1912 von Edinburgh nach London wanderten. Brown wiederholte eine solche Wanderung startend von John o’ Groats. Sie war eine der ersten Radfahrerinnen in Schottland und Gründungsmitglied des Scottish Women's Rural Institute.

## Leben
Brown wurde als Tochter von William („Durie“) Brown (1858–1921) und seiner Frau Jessie Wishart Henderson geboren. Die Familie wohnte in der Princes Street 125 gegenüber dem Edinburgh Castle. Ihr Vater betrieb eine Reihe von Obstgeschäften unter dem Namen William Brown & Sons. Zudem war ein Aktivist für die Rechte der Frauen und insbesondere ein Gegner geschlechtsspezifischer Steuern, weswegen er auch inhaftiert wurde. Er schrieb ein Buch über seine Erfahrungen im Gefängnis. Brown bezeichnete ihren Vater später als „den letzten politischen Gefangenen im alten Calton-Goal-Gefängnis“. Brown hatte zwei Brüder und eine Schwester, Jessie, die ebenfalls Suffragette war.
Brown war zunächst eine Aktivistin der Women’s Freedom League, einer 1907 als Alternative zu Women’s Social and Political Union  (WSPU) von Emmeline Pankhurst gegründeten Wahlrechtsorganisation. 
Als Florence Gertrude de Fonblanque beschloss, einen Marsch von Edinburgh nach London zu organisieren, um auf die Frauenwahlrechtsbewegung aufmerksam zu machen, brachen am 21. Oktober 1912 zunächst nur sechs Frauen, darunter Fonblanque, Sarah Benett und Brown, auf. Fonblanques Schwester und Ruth Cavendish Bentinck halfen bei der Organisation. Auf dem Weg nach London sammelten sie Unterschriften für eine Petition und Berichterstattung in den Zeitungen. Fonblanque sorgte dafür, dass die Gruppe braune Kleidung mit Rosetten und leuchtend grünen Kokarden trug und als die „Braunen Frauen“ bekannt wurde. Sie folgten der Route der A1 road und wurden unterwegs von örtlichen Würdenträgern begleitet. An einem Tag in der Nähe von Berwick legten sie fast 50 Kilometer zurück, bevor die nun sieben Marschierenden vom örtlichen Parlamentsmitglied begrüßt wurden. Ihre Zahl wuchs langsam – als sie im November durch Grantham zogen, waren es zwölf Wanderinnen. Schließlich erreichten sie am 16. November 1912 London, von wo Fonblanques Pferd und Wagen nach Schottland zurückgeschickt wurden. Sie fuhren mit der U-Bahn zum Trafalgar Square, wo die Wanderinnen mit Musik empfangen wurden.
Benett erinnerte sich später, dass sie „had walked her shoes off trying to get signatures to petition“.
Mit Blick auf ihren Vater unterstützte Brown die Idee, dass Männer Mitglieder der Women’s Freedom League sein könnten. 1913 gelang es einer Gruppe berufstätiger Männer nicht, ein Treffen mit Premierminister H. H. Asquith zu erreichen, um die Ausweitung des Wahlrechts auf Frauen zu diskutieren. Diese Gruppe gründete die Northern Men's Federation for Women's Suffrage, und Brown meldete sich freiwillig als deren Sekretärin.
1917 wurde sie bei der ersten Sitzung regionale Organisatorin des Scottish Women's Rural Institutes, das die schottische Landwirtschaft unterstützte, aber im Laufe der Zeit wurde sie vom schottischen Landwirtschaftsministerium aus der Organisation gedrängt. 1918 gehörte sie zu den Gründungsmitgliedern der Edinburgh Women Citizens Association, einer von vielen solchen Vereinigungen, die im ganzen Land gegründet wurden, um neue Wählerinnen auszubilden. Weiteres Mitglied war zum Beispiel Agnes Syme Macdonald.
Brown schrieb Artikel, Theaterstücke und Geschichten, von denen einige, wie The Stockin, von Elizabeth Finlayson Gauld dramatisiert wurden. Sie beteiligte sich auch an Gesellschaften wie der Edinburgh Dickens Fellowship, lernte Maschinenschreiben und Fahrradfahren, letzteres zu der Zeit für Frauen neu. Sie wiederholte eine ähnliche Wanderung wie der „Braunen Frauen“, die sie diesmal von John o’ Groats aus startete. Auf ihrem Weg nach London berichtete sie im Weekly Scotsman über ihre Reise.

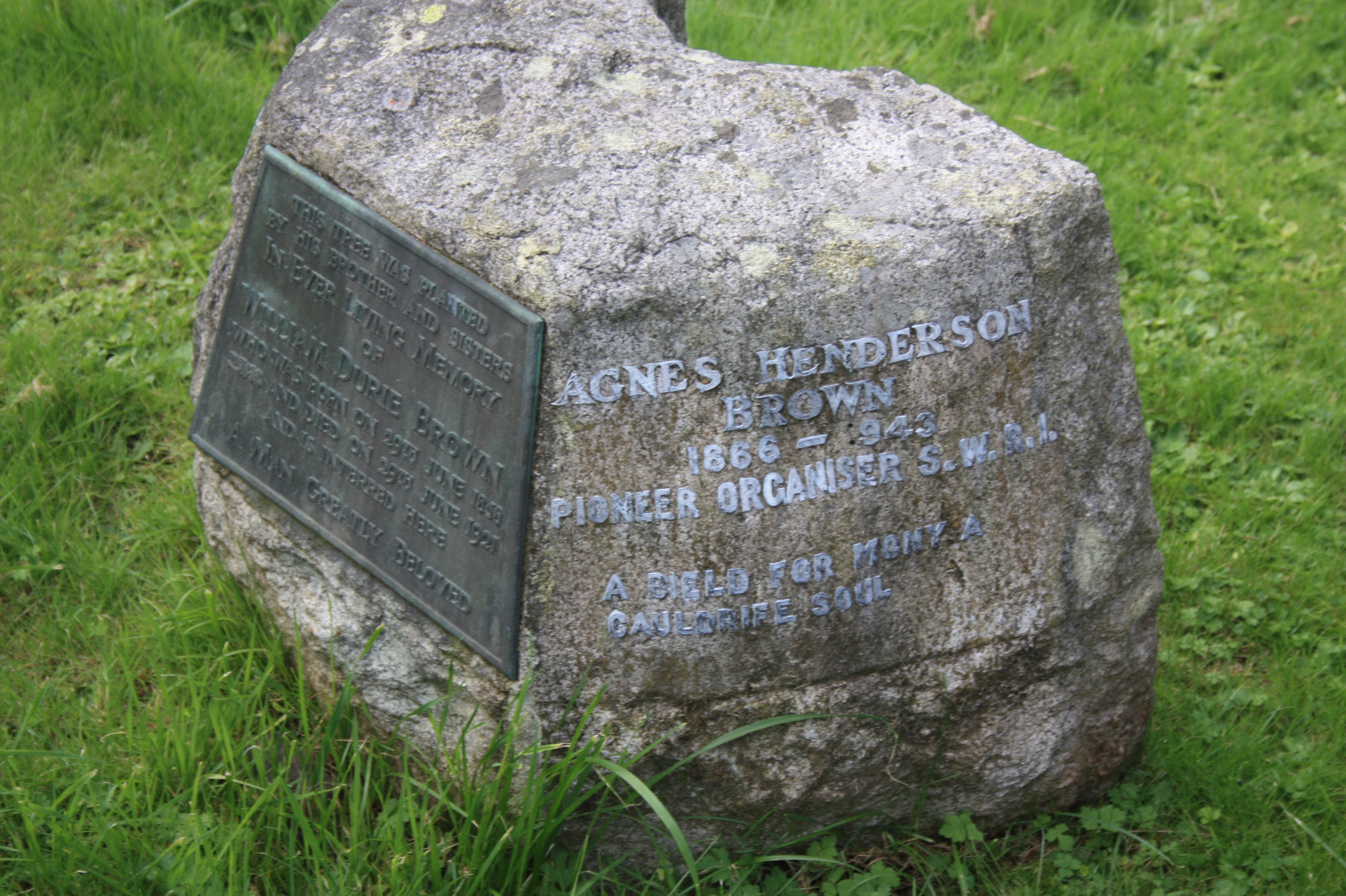
Grab von Agnes Brown auf dem Dean Cemetery, Edinburgh

Brown starb 1943 und wurde zusammen mit ihren Eltern auf dem Dean Cemetery im Westen Edinburghs beigesetzt.
Sie wurde von der Scottish Saltire Society, die ihren Nachruf veröffentlichte, für 2015 als Outstanding Women of Scotland Community benannt.